# Asystel Volley
Asystel Volley var en volleybollklubb i Novara, Italien mellan 2003 och 2012. Klubben tog över spellicensen i serie A1 (högsta serien) och sponsorsnamnet från AGIL Volley när den klubben fokuserade på ungdomsverksamhet och började om längre ner i seriesystemet.
Klubben spelade under alla år i den högsta serien och var vanligen ett av de bättre lagen. På ett nationellt plan vann klubben italienska cupen 2003–2004. Internationellt vann klubben CEV Cup två gånger (2005-2006  och 2008-2009; vid första tillfället kallades cupen Top Teams Cup). De sista åren avtog framgångarna och 2012 sålde klubben sin spellicens till Volleyball 2002 Forlì samtidigt som verksamheten gick samman med Gruppo Sportivo Oratorio Pallavolo Femminile Villa Cortese och bildade Asystel MC Carnaghi Villa Cortese. Den klubben sålde efter bara ett år sin elitlicens för att börja om längre ner i seriesystemet. Av sponsorsskäl använde klubben flera olika namn under dess aktiva period.